# Selex ES
Selex ES S.p.A. è stata una società italiana controllata da Finmeccanica, attiva nel settore dell'elettronica per la difesa e la sicurezza. Dal 31 dicembre 2015, le attività di Selex ES sono confluite in Finmeccanica S.p.A. (dal 2017 Leonardo S.p.A.).

## Storia
Nata ufficialmente come Finmeccanica Consulting S.r.l., nel dicembre 2011 la società si trasforma in Selex ES S.p.A. (acronimo di Selex Electronic Systems) ricevendo tutte le attività svolte dal Gruppo Finmeccanica nel settore Elettronica per la Difesa e Sicurezza.
Operativa dal 1º gennaio 2013 ha quindi incorporato Selex Galileo, Selex Elsag e gli asset di Selex Sistemi Integrati, acquistati per 66 milioni di euro. Quest'ultima, infatti, non è stata fusa in Selex ES per via dei contenziosi giuridici in essere.
Dal 31 dicembre 2015, le attività di Selex ES sono confluite nelle divisioni Sistemi Avionici e Spaziali, Elettronica per la Difesa Terrestre e Navale e Sistemi per la Sicurezza e le Informazioni del settore Elettronica, Difesa e Sistemi di Sicurezza di Finmeccanica S.p.A., dal 2017 divenuta Leonardo S.p.A..

## Struttura
Dopo le riorganizzazioni attuate nel tempo, al 31 dicembre 2015 Selex ES contava circa 17.000 dipendenti, 64 sedi di cui 48 in Italia, un portafoglio di 550 prodotti.
Era articolata in tre divisioni:
- Airborne and Space Systems: (prevalentemente militare) sensori aeroportati, velivoli senza pilota, sistemi di guerra elettronica, sistemi integrati di missione, sistemi di simulazione, aerobersagli, sensori stellari, payload ed equipaggiamenti.
- Land and Naval Systems: (militare) settore elettro ottico, architettura di sistemi complessi, sistemi tattici integrati, sistemi navali da combattimento, radar navali e terrestri, reti di comunicazioni militari.
- Security and Information Systems: (prevalentemente civile) architetture di sistemi per la protezione del territorio e delle infrastrutture critiche, gestione di dati e persone, sistemi di comunicazione, tecnologie dell'informazione e della comunicazione, sistemi aeroportuali e di controllo del traffico marittimo.